# Згорня Сенарска
Згорня Сенарска (на словенски: Zgornja Senarska) е село в Словения, Подравски регион, община Света Троица в Словенских горицах. Според Националната статистическа служба на Република Словения през 2002 г. селото има 323 жители.